# Leigné-les-Bois

Leigné-les-Bois este o comună în departamentul Vienne, Franța. În 2009 avea o populație de 584 de locuitori.